# Zikmund II. (opat)
Zikmund II. (opat) OPraem. byl římskokatolický kněz, premonstrátský kanovník a v letech 1537–1542 opat kanonie v Zábrdovicích.
Celkem 21 let (v letech 1521 až 1542) působil jako probošt ženského kláštera premonstrátek v Nové Říši. V březnu 1537 byl zvolen opatem zábrdovického kláštera. Při jeho volbě nebyl vzat v potaz názor tzv. "ochránce kláštera" (ti kromě dohledu na hospodářství kláštera chtěli schvalovat volbu opata) Dobeše z Boskovic.  Ten proto vtrhl do kláštera, vyhrožoval novému opatovi a ztloukl jej. 
Zikmund však na to nereagoval, funkci opata vykonával až do konce života na začátku roku 1542.